# Sant Cristòfol de Cervera
Sant Cristòfol de Cervera és una església barroca de Cervera (Segarra) protegida com a Bé Cultural d'Interès Local.

## Descripció
Situada a la cantonada entre el carrer Barcelona i la Costa de Sant Cristòfol, just on comença el Carrer Nou. Es tracta d'una església d'una sola nau coberta amb volta de canó amb llunetes i amb tres capelles laterals poc fondes per banda, a més del cor elevat als peus del temple. A la façana destaca l'espadanya de dos ulls de perfil triangular amb remats d'acroteris i boles i un penell a l'extrem superior. L'immoble evidencia diversos moments constructius. La part superior amb el parament arrebossat hauria estat afegida o renovada al segle xviii. Mentre que la part baixa, amb el gran portal adovellat i parament de carreus escairats, pertany segurament a un moment anterior. Un òcul motllurat o petita rosassa centrada a la façana, divideix aquests dos sectors. Una de les campanes que hi ha a l'espadanya procedeix de la desapareguda capella de Santa Anna.

## Història
L'església de Sant Cristòfol és una de les set esglésies situades prop dels accessos de la vila. La ubicació d'aquestes esglésies obeïa a finalitats profilàctiques i taumatúrgiques de protecció contra els mals i les incerteses que podien arribar de l'exterior.
La inscripció que incisa que hi ha a la porta "los devots la han feta. Any 1744" posa de manifest que l'església va ser reformada en aquell moment.
La capella tenia un retaule barroc que fou substituït l'any 1835 i unes pintures gòtiques sobre taula avui desaparegudes.